# Pseudogèn
Un pseudogèn o pseudogén és una seqüència de nucleòtids similar a un gen normal però que no dona com a resultat un producte funcional, és a dir, que produeix una proteïna no funcional o bé que simplement és incapaç de produir-ne. La seva seqüència forma part de l'ADN escombraries, per bé que es replica amb la resta del genoma. S'han proposat diversos escenaris per explicar l'origen d'un pseudogèn: 
- Processats: Fragments de la transcripció en ARNm d'un gen que es pot retro-transcriure a ADN de manera espontània i inserir de manera aleatòria en el genoma. Normalment manquen de qualsevol seqüència promotora, d'introns (ja que procedeix de l'empalmament) i poden presentar una cua de poli-A com a resultat de la seva maduració.
- No processats: són simplement, còpies d'un gen o el mateix gen que s'ha traslladat per moviment transposable i que després ha perdut la seva funció per alguna mutació aleatòria. Normalment, tampoc tenen un promotor.
- També un gen que pot deixar de ser funcional o desactivar-se si una mutació es fixa en la població. Això pot ocórrer per mitjans naturals com la selecció natural o deriva genètica.